# السديرة
السديرة قرية تابعة لمركز اليتمة جنوب المدينة المنورة، على بعد نحو 60 كم، تجاور قرى خلص واللثامة والنقيعة وفرشة الشامي، ويسكنها عشيرة "اللقامين إحدى العشائر التي تنتمي آلى قبيلة  عوف من حرب